# Pierre Albert Génolhac
 (février 2018).
Si vous disposez d'ouvrages ou d'articles de référence ou si vous connaissez des sites web de qualité traitant du thème abordé ici, merci de compléter l'article en donnant les références utiles à sa vérifiabilité et en les liant à la section « Notes et références ».

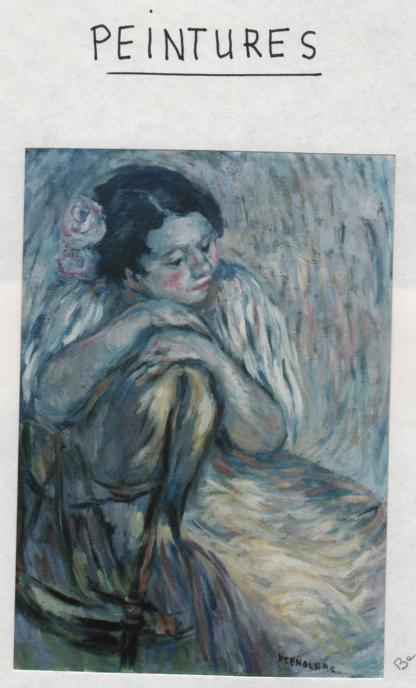
Jeune fille, par Pierre Albert Génolhac

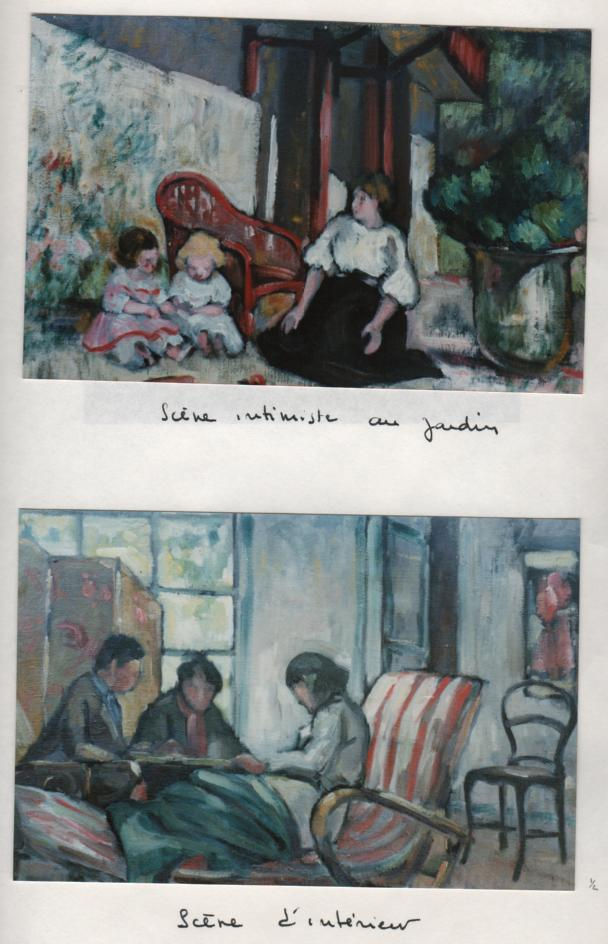
Scène intimiste au jardin et Scène d'intérieur.

Pierre Albert Génolhac (février 1896- juin 1964) est un artiste peintre français.

## Biographie
Issu d'une vieille famille gardoise, Pierre Albert Génolhac a consacré toute sa vie à l'expression artistique. Il a laissé une œuvre considérable partiellement dispersée de son vivant, puis en 1979 dans des ventes publiques
Né en 1896, Génolhac entre en 1917 à l'École Des Beaux Arts de Nice où il fait des études académiques. Il retient le souci de la forme de la composition et du dessin ; mais il développe rapidement son enthousiasme pour la recherche de combinaisons colorées nouvelles et de tracés libérés.
En 1919, il se tourne vers Paris pour rencontrer les peintres qui ont les mêmes préoccupations esthétiques que lui. Il trouve un écho de sa sensibilité en Paul Serusier avec qui il travaille, et poursuivra, avec Maurice Denis jusqu'en 1923 l'aventure des Nabis.
De retour à Nice, il crée et anime de sa foi un groupe, « L'Effort », où se retrouvent des peintres affranchis de la routine et dotés d'expressions personnelles tels que Victor Bourgeois, Émile Voizard, Henri Tricker, etc.

## Expositions
1924
- Exposition personnelle (Besançon)

1925
- Salon d'Automne (Paris)
- L'Effort artistique (Nice)

1926
- Salon d'Automne (Paris)
- Palais de la Méditerranée (Nice)
- Beaux Arts Galerie (Nice)

1927
- Exposition personnelle à la Galerie Drouant (Paris)
- Salon de la Société de la gravure sur bois originale, Pavillon de Marsan (Paris)

1928
- Exposition personnelle à la Galerie Drouant (Paris)
- L'Effort artistique (Nice)

1929
- Musée Massena (Paris)
- Salon de la gravure originale sur bois, Pavillon de Marsan (Paris)

1930
- Salon des Arts (Nice)

1933
- Palais de la Méditerranée (Nice) Peintures modernes.

1934
- Salon d'automne - Palais des Beaux Arts (Paris)

1935
- Exposition internationale de la gravure sur bois originale (Varsovie)

1936
- Exposition personne - Galerie Alban (Nice)

1937
- Exposition internationale - Pavillon de la côte d'Azur et de l'Enseignement (Paris)
- Exposition personnelle Galerie Guedan (Nîmes)
- Exposition de groupe - Moustier

1941
- Exposition personnelle - Galerie Jouvene (Marseille)

1946
- Salon de l'Imagerie - Musée Galliera (Paris)
- Exposition internationale gravure sur bois (Rouen)

1947
- Salon de la peinture à  l'eau et du dessin - Musée d'Art Moderne (Paris)
- Exposition personnelle - Galerie Mosser (Nancy)
- Salon de l'Imagerie (Oslo)
- Salon de l'Imagerie (Paris)

1948
- Salon de l'Imagerie (Lisbonne)
- Salon de l'Imagerie (Paris)

1949
- Salon d'Automne - Palais des Beaux Arts (Paris)
- Salon des Artistes Méditerranéens - Petit Palais (Paris)

1950
- Salon de la Peinture à l'eau et du dessin - Musée d'Art Moderne (Paris)

1951
- Salon de la Peinture à l'eau et du dessin - Musée d'Art Moderne (Paris)

1952
- Exposition personnelle - Galerie Jules Salles (Nîmes)

1953
- Musée Massena (Paris)
- Exposition personnelle (Nancy)
- Exposition régionale de Peintures Illustration du livre de Marcel Provence (Anduze)

1954
- Commande pour le Tribunal de Commerce de Grasse.

1957
- Plafond de la Chapelle de Valgerg, réalisation.

1959
- Lauréat du concours d'affiches de Nice.

2004
- Le Gard et ses Peintres de 1900 à 1950 - Galerie Jules Salles (Nîmes)

## Musées
- Paris : Pavillon de Marsan : burins et monotypes.
- Paris : Petit Palais : burins et monotypes.
- Arles : Sépias, gravures et peintures.
- Aix-en-Provence : sépias, gravures et peintures
- Moustiers : peintures
- Nîmes : peintures
- Digne : peintures
- Carpentras : peintures
- Le Havre : peintures
- Marseille : peintures
- Bibliothèque Nationale Paris : estampes
- Bibliothèque de Nice : estampes
- Bibliothèque de Nîmes : estampes
- Musée de la ville de Paris : aquarelles
- Château de Lourmarin : aquarelle